# Landoppo
Landoppo is een monotypisch geslacht van spinnen uit de  familie van de Theridiidae (Kogelspinnen).

## Soort
- Landoppo misamisoriensis Barrion & Litsinger, 1995